# إسبرانتو
إسبرانتو (/ˌɛspəˈrɑːntoʊ/، /-æntoʊ/) هي لغة مصطنعة دولية مساعدة الأكثر انتشارًا في العالم. أنشأها لودفيك زامنهوف عام 1887 لتكون "اللغة الدولية"، وقد صُممت لتكون لغة ثانية عالمية للتواصل الدولي. وصف زامنهوف اللغة في كتابه "اللغة الدولية للدكتور إسبرانتو" الذي نُشر تحت اسم مستعار هو "دكتور إسبرانتو". وقد أعجب المتبنون الأوائل للغة بهذا الاسم وسرعان ما استخدموه للإشارة إلى اللغة نفسها. تعني الكلمة بالإسبرانتو "الشخص الذي يأمل".
تقع الإسبرانتو، من حيث بنائها اللغوي، في منتصف الطيف بين اللغات المصطنعة "الطبيعية" (التي تُحاكي اللغات الطبيعية القائمة) واللغات "الأولية" (التي لا تستند إلى لغات موجودة). يستمد معجم الإسبرانتو وتركيبها النحوي والدلالي في الغالب من اللغات الهندوأوروبية، إذ يُشتق حوالي 80% من مفرداتها من اللغات الرومانسية، لكنها تحتوي أيضًا على عناصر من اللغات الجرمانية واليونانية والسلافية.
من أبرز سمات اللغة نظام الاشتقاق الواسع فيها، حيث يمكن الجمع بحرية بين الجذور اللغوية واللواحق أو السوابق لتكوين كلمات جديدة، مما يجعل من الممكن التعبير بفعالية باستخدام عدد محدود من المفردات.
تُعد الإسبرانتو أنجح لغة مصطنعة دولية مساعدة، وهي الوحيدة التي لديها عدد يُعتدّ به من المتحدثين بها كلغة أم ويُقدّر عددهم بنحو 2000 شخص. وتُقدَّر أعداد المتحدثين بالإسبرانتو إجمالًا بنحو 100,000 شخص، وإن كانت هذه التقديرات صعبة التحديد بدقة. تتركز نسبة المتحدثين بالإسبرانتو بشكل أكبر في أوروبا وشرق آسيا وأمريكا الجنوبية.
ورغم عدم تبني أي دولة لها كلغة رسمية، تُستخدم عبارة "إسبرانْتويو" للإشارة إلى الأماكن التي تُستخدم فيها هذه اللغة. وقد اكتسبت الإسبرانتو حضورًا ملحوظًا على الإنترنت، وأصبحت متاحة على منصات مثل ويكيبيديا، وترجمة غوغل، ودولينغو. يُطلق على المتحدثين بالإسبرانتو اسم "الإسبرانتستوي". وقد طُرحت على مرّ السنين عدة مقترحات لإصلاح اللغة عُرفت باسم "الإسبرانتيدوس".

## تاریخ

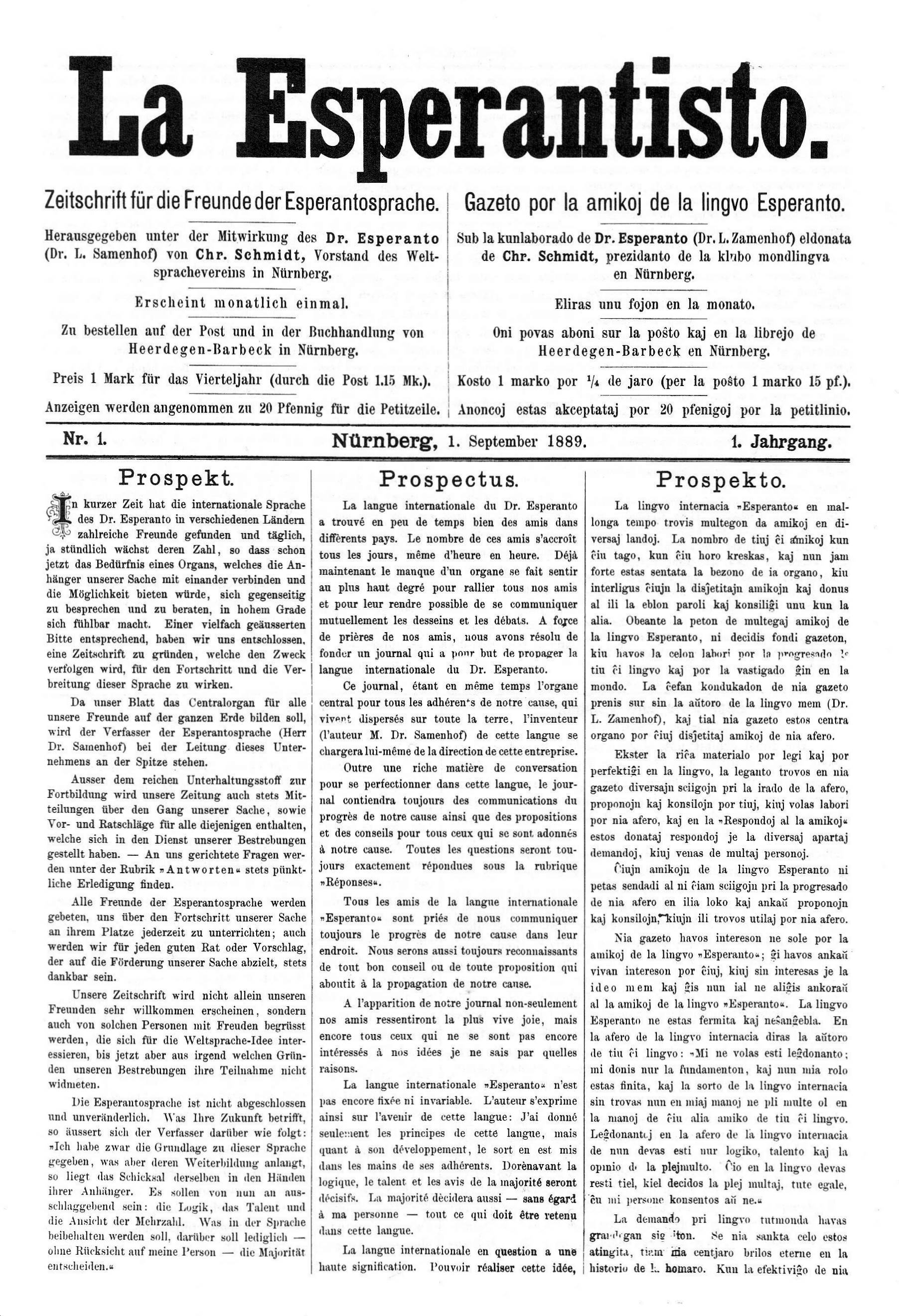
أول مجلة دورية باللغة الإسبرانتو، طُبعت في نورمبرغ. العدد الأول،

بدأ لودفيغ أليعزر زامنهوف في تطوير لغة الإسبرانتو أواخر سبعينيات القرن التاسع عشر وأوائل ثمانينياته. وعلى مدار نحو عشر سنوات، انكب على ترجمة الأعمال الأدبية إلى اللغة الجديدة، وكتب أولى النصوص الأدبية بها، حتى أصدر أول كتاب نحوي للإسبرانتو في وارسو في يوليو/تموز 1887. ومع مرور الوقت، ازداد عدد المتحدثين بها سريعًا، بداية في الإمبراطورية الروسية وأوروبا الشرقية، ثم امتد الانتشار إلى أوروبا الغربية والأمريكيتين، وكذلك إلى الصين واليابان. في السنوات الأولى، اعتمد متحدثو الإسبرانتو على المراسلات في التواصل، إلى أن عُقد أول مؤتمر عالمي للغة عام 1905 في مدينة بولون-سور-مير الفرنسية. ومنذ ذلك الحين، يُعقد المؤتمر سنويًا في مختلف القارات، باستثناء فترات الحربين العالميتين، ويتراوح عدد المشاركين عادة بين 2000 و3000 شخص، وقد يصل أحيانًا إلى 6000 مشارك.
ورغم أن الإسبرانتو لا تُعد لغة رسمية في أي دولة، فإنها تُدرّس في بعض البلدان. وفي مطلع القرن العشرين، طُرحت فكرة أن تكون دولة مورسنت المحايدة أول كيان سياسي يتبنى الإسبرانتو كلغة رسمية، كما استخدمت "جزيرة روز"، وهي كيان صغير على جزيرة اصطناعية، اللغة رسميًا عام 1968. وفي الصين، جرت مناقشات بين بعض الفصائل السياسية بعد ثورة شينهاي حول إمكانية اعتماد الإسبرانتو لغة رسمية، إلا أن تلك الخطط لم تُنفذ.
تُستخدم الإسبرانتو كلغة عملية في عدد محدود من المنظمات الدولية، مثل مؤسسة اللاوطنية العالمية، فيما تُعنى الغالبية العظمى من المؤسسات باستخدام اللغة ونشرها، وعلى رأسها الجمعية العالمية للإسبرانتو، التي تتمتع بعلاقات استشارية مع كل من الأمم المتحدة ومنظمة اليونسكو. وتُشجع بعض الحركات الدينية، مثل ديانة الأوموتو والبهائية، استخدام الإسبرانتو بوصفها لغة تواصل دولية إضافية بين أتباعها.

## الكتابة

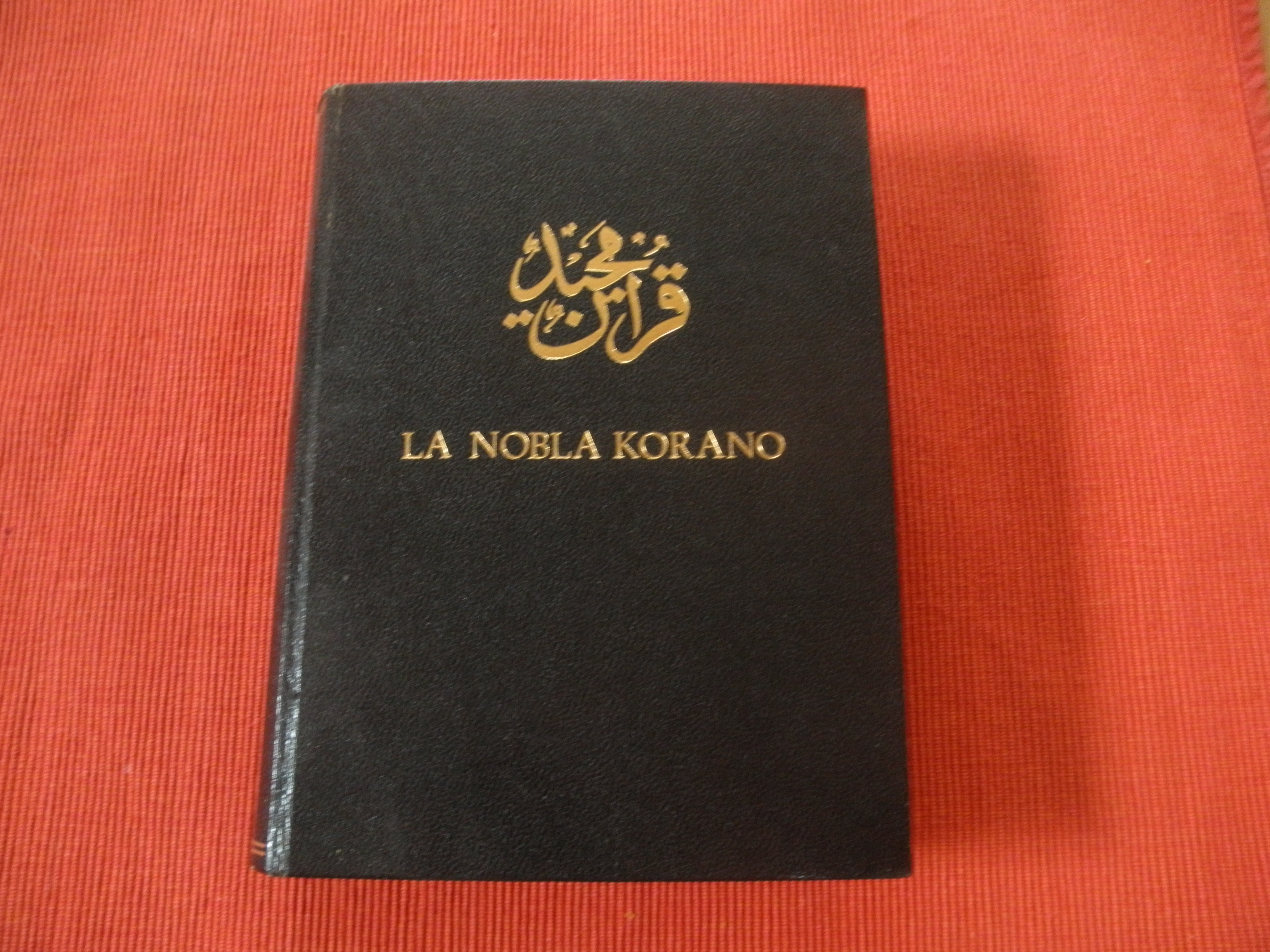
القرآن الكريم مترجم للإسبرانتو

تکتب الإسبرانتو بالأبجدية اللاتينية. وحروفها كالتالي: a (كما في الكلمة العربية «آية»), c, b (يلفظ تس), ĉ (ويلفظ تش), g, f, e, d (ويلفظ كالجيم المصرية), ĝ (ج), h, ĥ (خ), j, i (وتنطق ي), ĵ (تلفظ مثل الجيم في الفرنسية وفي بعض اللهجات العربية الشامية), ŝ, s, r, p, o, n, m, l, k (ش), ŭ, u, t (يلفظ مثل الواو والألف في كلمة «واجب»), z, v.

## الحركات
آ مثل في كلمة «صام» بالعربية. تكتب a
إِ مثل النطق العربي لكلمة «مِن». تكتب e
إِي مثل في كلمة «تين» العربية. تكتب i
أَ مثل في كلمة «فوق» بالنطق بالعربية. o
أًو مثل في كلمة «رومي» بالعربية. تكتب u

## أصواتها
أصوات الإسبرانتو كما يلي:
|                | شفتاني | شفتاني | أسناني شفوي | أسناني شفوي | أسناني | أسناني | لثوي | لثوي | غاري لثوي | غاري لثوي | غاري | طبقي | طبقي | حنجري |
| انفجاري        | پ p    | ب b    | ج ĝ         |             |        |        | ت t  | د d  |           |           |      | ك k  | گ g  |       |
| أنفي           |        | م m    |             |             |        |        |      | ن n  |           |           |      |      |      |       |
| احتكاكي        |        |        | ف f         | ڤ v         | تس c   |        | س s  | ز z  | ش ŝ       | ژ ĵ       |      | خ ĥ  |      | ه h   |
| مزجي           |        |        |             |             |        |        |      |      | چ ĉ       | ی j       |      |      |      |       |
| شبه صامت       |        | وŭ     |             |             |        |        |      | ر r  |           |           |      |      |      |       |
| شبه صامت جانبي |        |        |             |             |        |        |      | ل l  |           |           |      |      |      |       |

## نحوها وصرفها
نحو إسبرانتو بسيط ومعتدل، أي لا يوجد بها شذوذ لغوي (حالات خاصة).

### الأسماء
- تنتهي جميع الأسماء بحرف "o". يضاف إليها حرف "j" للدلالة على الجمع.
- المفعول به ينتهي بحرف "on"، ويجمع كـojn

### الأفعال
في الإسبيرانتو، للأفعال ثلاثة صيغ وثلاث حالات.
- الصيغات
  - المستقبلي، وينتهي الفعل الذي في هذه الصيغة بحرفي os. مثلاً: kantos
  - الماضي، وينتهي الفعل في هذه الصيغة بحرفي is. مثلاً: kantis
  - الحاضر، وينتهي الفعل في هذه الصيغة بحرفي as. مثلاً: kantas
- الحالات
  - المصدري، وينتهي بـi. مثلاً: kanti
  - الأمر، وينتهي بـu. مثلاً: kantu
  - الشرط، وينتهي بـus. مثلاً: kantus

### الضمائر
- Mi (مِ) = أنا
- Ci (تسِ) = أنت
- Li (لِ) = هو
- Ŝi (شِ) = هي
- Ĝi (جِ) = هو/هي لغير العاقل (يعادل it في اللغة الإنجليزية)
- Ni (نِ) = نحن
- Vi (ڤِ) = أنتم
- Ili (اِلِ) = هم
- Oni (اُنِ) = شخص ما- المرء

## جمل وعبارات مفيدة
- !Saluton: مرحبًا!
- ?Kiel vi fartas: كيف حالك؟
- Mi amas vin: أنا أحبك.
- !Pardonon: عفوًا، أنا آسف/آسفة.
- Mi ne komprenas: أنا لا أفهم.
- Mi estas komencanto: أنا مبتدئ.
- Mi estas komencantino: أنا مبتدئة.
- Dankon: شكراً.
- Ĝis la revido: إلى اللقاء.

## الإسبرانتو في العالم العربي

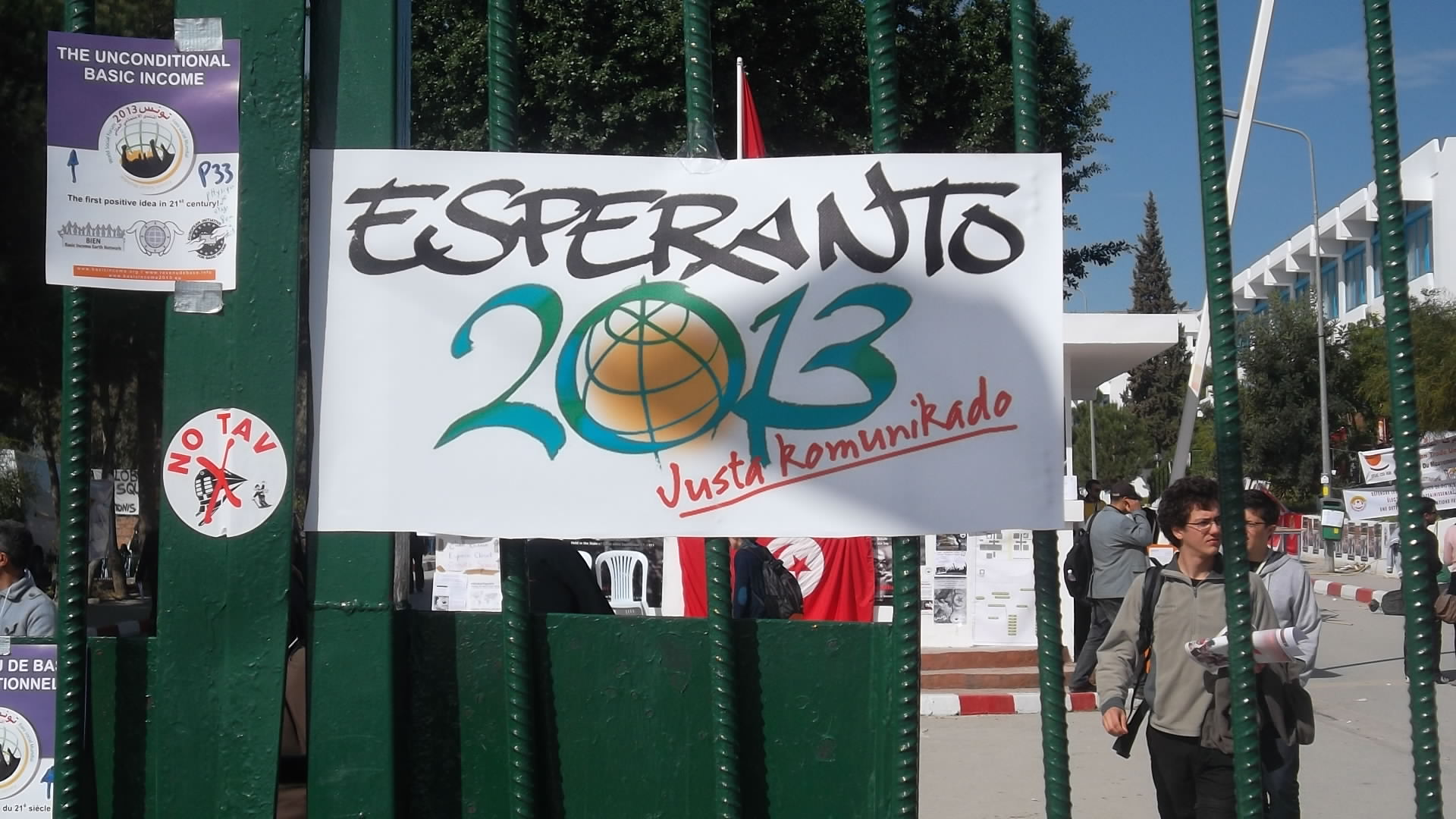
ملصق حول الإسبرانتو في المنتدى الاجتماعي العالمي بتونس العاصمة سنة 2013.

على الرغم من الجهود التي تبذلها المنظمة العالمية للإسبرانتو، عبر مجلسها للعالم العربي، لنشر الإسبرانتو في العالم العربي، وذلك عن طريق عقد المؤتمرات وإرسال مواد تعليمة مجانية للراغبين بتعلم الإسبرانتو إلا أن عدد الناطقين بالإسبرانتو ومتعلميها في العالم العربي ما زال محدودًا. لا يكاد عدد متحدثي اللغة في الدول العربية مجتمعة يتجاوز بضع عشرات، أما عدد المتعلمين فقد يصل إلى بضع مئات. ووفقًا لموقع ليرنو! وهو الموقع الأوسع انتشارًا لتعليم الإسبرانتو فإن عدد مستخدمي الموقع بنسخته العربية هو حوالي 315 متعلم.
في نيسان 2008 عقدت في العاصمة الأردنية عمان أعمال مؤتمر الشرق الأوسط الأول للإسبرانتو بحضور حوالي خمسين ناطق باللغة كان معظمهم من دول أوروبية بالإضافة إلى عدد قليل جدًا من العرب. وقد شاركت في المؤتمر بعض الشخصيات المعروفة كريناتو كورسيتي الرئيس السابق للمنظمة العالمية للإسبرانتو.

## وصلات خارجية
- بیان براغ عن حرکة اللغة العالمیة الإسبرانتو
- لِرنو: موقع تعليمي لإسبرانتو
- دورة دولية
- Esperantomondo (araba) - Esperanto portalo kaj koresponda servo
- ترجمة للقرأن بالإسبرانتو
  - الاسپرانتو (الجزيرة)